# Boom bang-a-bang
Boom bang-a-bang is een nummer van de Schotse zangeres Lulu uit 1969. Het werd geschreven door Peter Warne en gecomponeerd door Alan Moorhouse.
Met dit lied won het Verenigd Koninkrijk in 1969 het Eurovisiesongfestival.

## Achtergrond
Vanaf het midden van de jaren zestig brak Lulu, toen nog een tiener, door als zangeres en televisiepersoonlijkheid. Ze had zowel hits in het Verenigd Koninkrijk als daarbuiten en kende veel succes met verschillende televisieshows voor de BBC. In 1969 werd ze door haar baas bij de BBC gevraagd om voor het Verenigd Koninkrijk deel te nemen aan het Eurovisiesongfestival. Ondanks haar twijfels stemde ze toe, aangezien ze het gevoel had eigenlijk geen andere keuze te hebben.
Voor de nationale voorronde werden zes liedjes geschreven, waaronder Boom bang-a-bang. Het is een vrolijk liefdesliedje waarin de zangeres haar gevoelens voor haar geliefde omschrijft. De titel is een onomatopee voor het kloppen van haar hart als haar geliefde in de buurt is. De tekst wordt begeleid door een passend muzikaal arrangement.

## Eurovisiesongfestival 1969
De Britse voorronde voor het Eurovisiesongfestival van 1969 vond op 22 februari plaats in de televisiestudio's van de BBC in Londen. De show werd gehouden onder de titel A song for Europe. Lulu zong zes nummers, waarna de kijkers via postkaarten op de liedjes konden stemmen. Op 1 maart werd bekendgemaakt dat Boom bang-a-bang gewonnen had. Het kreeg ruim 56.000 stemmen, terwijl de nummer twee, het lied March!, 38.000 stemmen verwierf.
Lulu zelf had gemengde gevoelens bij het nummer. Het lied was in haar ogen te oppervlakkig en daarom ook niet haar persoonlijke favoriet. Toch besloot ze er alles aan te doen om met Boom bang-a-bang het songfestival te winnen.
Het Eurovisiesongfestival van 1969 werd op 29 maart gehouden in het Teatro Real in Madrid. Lulu was hierbij als zevende van 16 deelnemers aan de beurt. Haar achtergrondkoortje bestond uit het duo Sue and Sunny en het lied werd gedirigeerd door Johnny Harris. Lulu viel vooral op door haar roze mini-jurk en haar zwaaiende armbewegingen.
Bij de puntentelling behaalde Boom bang-a-bang een totale score van 18 punten. Dat was voldoende voor de overwinning, al moest de zege wel gedeeld worden met Nederland, Frankrijk en Spanje, die alle drie ook 18 punten hadden verworven. Het betekende de tweede Britse songfestivalzege in de historie.

## Covers
Na het songfestival nam Lulu verschillende vertalingen op van Boom bang-a-bang. Ze bracht het nummer onder dezelfde titel uit in het Duits, Frans en Italiaans.
Verder werd het lied door de jaren heen nog in meerdere talen gecoverd door andere artiesten:
- Deens: Grethe Ingmann
- Duits: Heidi Brühl, Peggy March, Pompilia
- Fins: Lisbeth
- Nederlands: Patricia Paay (Sim sala bim), Mieke, Lisa Del Bo
- Noors: Anne-Mette
- Roemeens: Margareta Pîslaru (Boung-bang-a-bang)
- Spaans: Cristina
- Zweeds: Ewa Roos, Doris Svensson

Met uitzondering van de versies van Patricia Paay en Margareta Pîslaru bleef de titel Boom bang-a-bang in al deze vertalingen onveranderd.

## Hitlijsten
Boom bang-a-bang groeide in verschillende Europese landen uit tot een grote hit, al bereikte het alleen in Noorwegen de eerste plaats van de hitparade. In het Verenigd Koninkrijk zelf bleef de single steken op de tweede plaats, achter I heard it through the grapevine van Marvin Gaye. Lulu behaalde tevens een top 10-notering in Vlaanderen, Duitsland, Zwitserland en Oostenrijk. In de Nederlandse Top 40 kwam dit nummer niet verder dan de negentiende plaats.

### Nederlandse Top 40
| Positie: | 33 | 19 | 19 | 26 | 36 | uit |

1956: Refrain · 
1957: Net als toen · 
1958: Dors, mon amour · 
1959: 'n Beetje · 
1960: Tom Pillibi · 
1961: Nous les amoureux · 
1962: Un premier amour · 
1963: Dansevise · 
1964: Non ho l'età · 
1965: Poupée de cire, poupée de son · 
1966: Merci, chérie · 
1967: Puppet on a string · 
1968: La la la · 
1969: Un jour, un enfant, De troubadour, Vivo cantando, Boom bang-a-bang · 
1970: All kinds of everything · 
1971: Un banc, un arbre, une rue · 
1972: Après toi · 
1973: Tu te reconnaîtras · 
1974: Waterloo · 
1975: Ding-a-dong · 
1976: Save your kisses for me · 
1977: L'oiseau et l'enfant · 
1978: A-ba-ni-bi · 
1979: Hallelujah · 
1980: What's another year · 
1981: Making your mind up · 
1982: Ein bißchen Frieden · 
1983: Si la vie est cadeau · 
1984: Diggi-loo diggi-ley · 
1985: La det swinge · 
1986: J'aime la vie · 
1987: Hold me now · 
1988: Ne partez pas sans moi · 
1989: Rock me · 
1990: Insieme: 1992 · 
1991: Fångad av en stormvind · 
1992: Why me? · 
1993: In your eyes · 
1994: Rock 'n' roll kids · 
1995: Nocturne · 
1996: The voice · 
1997: Love shine a light · 
1998: Diva · 
1999: Take me to your heaven · 
2000: Fly on the wings of love · 
2001: Everybody · 
2002: I wanna · 
2003: Everyway that I can · 
2004: Wild dances · 
2005: My number one · 
2006: Hard rock hallelujah · 
2007: Molitva · 
2008: Believe · 
2009: Fairytale · 
2010: Satellite · 
2011: Running scared · 
2012: Euphoria · 
2013: Only teardrops · 
2014: Rise like a phoenix · 
2015: Heroes · 
2016: 1944 · 
2017: Amar pelos dois · 
2018: Toy · 
2019: Arcade · 
2021: Zitti e buoni · 
2022: Stefania · 
2023: Tattoo · 
2024: The code